# Васылык, Татьяна Антоновна
Татьяна Антоновна Васылык (1919 год — дата смерти неизвестна) — звеньевая колхоза имени Горького Черневецкого района Винницкой области, Украинская ССР. Герой Социалистического Труда (1948).
В 1947 году полеводческое звено Татьяны Васылык собрало в среднем по 35,2 центнера пшеницы с каждого гектара на участке площадью 8 гектаров. Указом Президиума Верховного Совета СССР от 16 февраля 1948 года «за получение высоких урожаев пшеницы, ржи, кукурузы и сахарной свеклы, при выполнении колхозом обязательных поставок и натуроплаты за работу МТС в 1947 году и обеспеченности семенами зерновых культур для весеннего сева 1948 года» удостоена звания Героя Социалистического Труда с вручением ордена Ленина и золотой медали «Серп и Молот».